# Kaarlo Maaninka
Kaarlo Hannes Maaninka (ur. 25 grudnia 1953 w Posio) – fiński lekkoatleta długodystansowiec, dwukrotny medalista olimpijski z Moskwy.
Na igrzyskach olimpijskich w 1980 w Moskwie zdobył srebrny medal w biegu na 10 000 metrów, a także brązowy w biegu na 5000 metrów (oba biegi wygrał Miruts Yifter z Etiopii). W 1981 przyznał, że przed igrzyskami otrzymywał transfuzje z własnej krwi, lecz w tym czasie nie była to zakazana forma dopingu.
Maaninka był mistrzem Finlandii w biegu na 10 000 metrów w 1979 oraz w biegu przełajowym (ok. 15 km) w latach 1978–1980.

## Rekordy życiowe
- bieg na 5000 metrów – 13:22,00 (1 sierpnia 1980, Moskwa)
- bieg na 10 000 metrów – 27:44,28 (27 lipca 1980, Moskwa)